# Kerk van Herstedvester
De Kerk van Herstedvester (Deens: Herstedvester Kirke) is een luthers kerkgebouw aan de Herstedvester Kirkevej in Herstedvester in de gemeente Albertslund, Denemarken.

## Geschiedenis
De kerk in Herstedvester werd tegen het eind van de 12e eeuw of het begin van de 13e eeuw gebouwd. Aan de huidige stenen kerk ging een houten kerkgebouw vooraf. Van het romaanse kerkgebouw, die bestond uit een toren, een kerkschip en een koor, bleef de basis van de toren bewaard. In de gotische periode werd een noordelijk portaal toegevoegd, iets later gevolgd door de bouw van een zuidelijk portaal.
Bij een weinig zachtzinnige restauratie in de 19e eeuw gingen veel romaanse details van de kerk verloren.
Het interieur van de kerk werd net als veel andere Deense kerken oorspronkelijk versierd met fresco's, zowel in het koor als in het schip. In het kader van een restauratie in de 19e eeuw werden ze ontdekt. Helaas werden de fresco's opnieuw overgekalkt waardoor herstel wordt bemoeilijkt. Er zijn echter van enkele fresco's tekeningen gemaakt die worden bewaard in het Nationaal Museum. Hierdoor weten we dat de fresco's in de jaren 1400 ontstonden en een grote artistieke kwaliteit kenden. In het koor werd het lijdensverhaal van Christus afgebeeld, terwijl zich in het schip een fresco van een legende van de filosoof Aristoteles bevond.

## Interieur
Het huidige altaarstuk dateert van 1885 en bevat een schilderij van Anton Dorph's Jezus en de Emmausgangers, waarvan zich het origineel in de Emmauskerk van Frederiksberg bevindt. Het altaar staat in een ronde binnenapsis met een klein rond venster. Het hoogrenaissance altaar van de kerk dateert uit 1592. De oorspronkelijke decoratie en de inscripties bleven bewaard en ook hier is Aristoteles betrokken in de geschiedenis van de kerk met de vier deugden die zijn aangebracht aan het altaar: rechtvaardigheid (weegschaal en zwaard), wijsheid (slang), sterkte (gebroken zuil) en matigheid (kan en beker). Ook de symbolen van geloof, hoop en liefde zijn aan het altaar terug te vinden met het kruis en het boek, het anker en de vogel en de kinderen. Sommige tekstverwijzingen aan het altaar naar de Bijbel zijn niet juist.
Het romaanse granieten doopvont is even oud als de kerk zelf. De doopschaal dateert echter uit ± 1550 en stamt uit Zuid-Duitsland. Het is versierd met de Annunciatie in het midden en daaromheen herten die worden opgejaagd door honden.
De barokke preekstoel werd rond 1650 gemaakt. In de velden aan de kanselkuip zijn de beelden van de evangelisten met hun symbolen aangebracht. De tekst aan de kuip, die later werd aangebracht, is afkomstig uit Lucas 11:28 (Zalig zijn zij die het woord van God horen en bewaren).
In het kerkportaal staat een offerblok uit 1643.

## Orgel
In 2005 werd het nieuwe orgel van de kerk in gebruik genomen. Al in 1993 werd er verkennend onderzoek verricht naar de mogelijkheden voor een nieuw kerkorgel. Het oude orgel dateerde uit 1864 en werd gebouwd door Daniel Köhne. Het was een klein orgel met slechts vier registers en ook de ouderdom beperkte de mogelijkheden tot muzikale expressie in de kerk. Het huidige orgel werd gebouwd door P.G. Andersen en bezit 19 registers en is zowel geschikt voor kerkelijke vieringen als voor concerten.